# Нијаз Диздаревић
Нијаз Диздаревић (Фојница, 13. новембар 1920 — Београд, 3. април 1989) био је учесник Народноослободилачке борбе, друштвено-политички радник СР Босне и Херцеговине и дипломата СФРЈ.

## Биографија
Рођен је у Фојници, 1920. године. Отац му је био судски чиновник у Среском суду у Фојници и имао је шесторицу браће и три сестре. Заједно са браћом Раифом, Фаиком, Зијом, Решадом и Нусретом био је изразито политички опредељен и приклоњен комунистичкој идеологији. Након средњошколског штрајка 1936. године који је организовао његов брат Зијо, Нијаз је уз Зијину помоћ организовао штрајк ђака Гази Хусрев-бегове медресе који је одјекнуо Сарајевом. Након што је полиција насиљем растурила штрајк Нијаз је ухапшен, али не и осуђен јер је у то време био малолетан. Ипак, сносио је последице организовања штрајка јер је био искључен из свих верских школа.
Током 1940-их година, док је Зијо био на студијама у Београду, снабдевао је Нијаза литературом, саветовао га у виду дописа, чак и долазио неколико пута у Сарајево. Нијаз је после рата завршио Филозофски факултет у Београду смер Оријентална филологија. Говорио је енглески, француски, турски, арапски, персијски, албански и италијански.
Убрзо након почетка рата и повратка из Сарајева у Фојницу, Нијаз је ухапшен заједно са једним рођаком истомишљеником. Задржани су неколико дана у фојничком затвору, а онда спроведени у усташки преки суд у Травнику. Подигло се неколико угледних Фојничана у Травник и категорично тражило од Фојничанина Мухамеда Суџуке, који је био поджупан, да се ослободе ухапшени. Он је то ослобађање изнудио и спасио обојицу. Убрзо након тога, током лета 1941. године, Нијаз се прикључио НОБ тако што је отишао у партизане на Романији. Током НОБ-а био је секретар ПК СКОЈ за БиХ, а на другом конгресу Уједињеног савеза антифашистичке омладине Југославије (УСАОЈ) члан Централног одбора УСАОЈ.
Биран је за посланика Народне скупштине БиХ и за посланика Савезне скупштине четвртог сазива у којој је био члан Одбора за спољне послове. Извесно време налазио се у дипломатској служби СФРЈ као амбасадор у Ирану и Алжиру. На Петој седници ЦК СКЈ октобра 1966. кооптиран је у ЦК СКЈ, када је изабран и у Извршни комитет ЦК СКЈ. На Петом конгресу СК БиХ биран за члана ЦК СК БиХ, а тада постаје и секретар Секретаријата ЦК СК БиХ. На Деветом конгресу СКЈ изабран у Председништво СКЈ и Извршни биро Председништва СКЈ. Такође, био је председник комисије Председништва СКЈ за међународне односе.
Његов старији син Срђан Диздаревић (1952—2016) био је дугогодишњи председник Хелсиншког одбора за људска права Босне и Херцеговине, новинар и дипломата. Млађи син Ненад Диздаревић (1955) познати је босанско-херцеговачки редитељ.
Носилац је Партизанске споменице 1941. и других југословенских одликовања, међу којима су — Орден братства и јединства првог реда, Орден заслуга за народ другог реда, Орден за храброст и др.